# Argeiopsis inhacae
Argeiopsis inhacae är en kräftdjursart som beskrevs av Brian Frederick Kensley 1974. Argeiopsis inhacae ingår i släktet Argeiopsis och familjen Bopyridae. Inga underarter finns listade i Catalogue of Life.